# Presidentsverkiezingen in Equatoriaal-Guinea (2016)

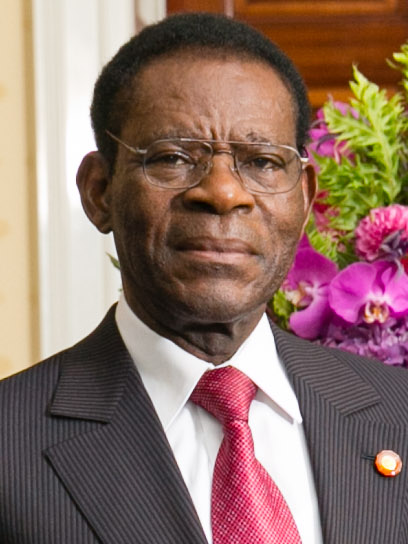
President Teodoro Obiang Nguema Mbasogo werd met 93,5% van de stemmen herkozen.

De presidentsverkiezingen in Equatoriaal-Guinea van 2016 vonden op 24 april plaats en werden gewonnen door Teodoro Obiang Nguema Mbasogo (PDGE) die als sinds 1979 aan de macht is. Hij kreeg 93,5% van de stemmen bij een opkomst van ca. 93%. Het aantal buitenlandse waarnemers was gering, maar er was wel een delegatie van de Afrikaanse Unie onder leiding van de Beninese oud-president Boni Yayi. Het staat vast dat de verkiezingen niet eerlijk zijn verlopen en dat de oppositie was bloot gesteld aan intimidatie.
| Kandidaat                                                     | Partij                                   | Stemmen | %     |
| ------------------------------------------------------------- | ---------------------------------------- | ------- | ----- |
| Teodoro Obiang Nguema Mbasogo                                 | Partido Democrático de Guinea Ecuatorial | 271.177 | 93,53 |
| Avelino Mocache Mehenga                                       | Unión de Centro Derecha                  | 4.556   | 1,57  |
| Buenaventura Monsuy Asumu                                     | Partido de la Coalición Social Demócrata | 4.417   | 1,53  |
| Benedicto Obiang Mangue                                       | Independiente                            | 2.802   | 0,97  |
| Carmelo Mba Bakale                                            | Acción Popular de Guinea Ecuatorial      | 2.415   | 0,83  |
| Agustín Masoko Abegue                                         | Onafhankelijk                            | 2.412   | 0,83  |
| Tomas Mba Monabang                                            | Onafhankelijk                            | 2.154   | 0,74  |
| Geldig uitgebrachte stemmen                                   | Geldig uitgebrachte stemmen              | 289.933 | 100   |
| Ongeldig uitgebrachte stemmen                                 | Ongeldig uitgebrachte stemmen            | 7.032   | –     |
| Blanco stemmen                                                | Blanco stemmen                           | 4.832   | –     |
| Totaal                                                        | Totaal                                   | 301.797 |       |
| Geregistreerde kiezers/ Opkomst                               | Geregistreerde kiezers/ Opkomst          | 325.548 | 92,70 |
| Bron: Tribunal Constitucional de Guinea Ecuatorial[dode link] |                                          |         |       |